# Welson Gasparini
Welson Gasparini (Batatais, 1 de dezembro de 1936 – Ribeirão Preto, 4 de março de 2024) foi um político brasileiro, ex-prefeito da cidade de Ribeirão Preto no interior do estado de São Paulo. Gasparini era filiado ao Partido da Social Democracia Brasileira (PSDB), partido pelo qual foi deputado estadual e vice-líder da bancada do partido na Assembleia Legislativa do Estado de São Paulo.
Gasparini morreu no dia 4 de março de 2024 e estava internado desde 16 de fevereiro por problemas respiratórios e insuficiência cardíaca.

## Carreira
Gasparini foi vereador de Ribeirão Preto em 1959. Posteriormente, foi deputado estadual de São Paulo, em 1970, e depois, deputado federal, também por São Paulo, em 1994, legislatura na qual foi Vice-Líder do Governo Federal, no primeiro mandato do Presidente Fernando Henrique Cardoso. Em 2010 foi novamente eleito para o cargo de deputado estadual pelo PSDB, sendo reeleito em 2014, tendo como principal bandeira na nova legislatura, a criação da Região Metropolitana de Ribeirão Preto.
Foi prefeito de Ribeirão Preto em quatro oportunidades: 1963, 1972, 1988 e 2005, sendo, na história da cidade, o político que mais vezes ocupou o cargo.

## Outros cargos exercidos
Além de cargos públicos, Gasparini também já esteve presente nas seguintes áreas:
- Presidente da Delegacia do Sindicato dos Jornalistas Profissionais do Estado de São Paulo
- Presidente do Centro de Professorado Católico
- Presidente da Associação Paulista dos Municípios
- Presidente da Associação Brasileira dos Municípios
- Presidente da Organização Sul-Americana dos Municípios
- Vice-presidente da Organização Interamericana de Municípios
- Professor de Ciência Política
- Professor de Direito Administrativo
- Professor de Direito Usual
- Professor de Ética e Legislação dos Meios de Comunicação
- Professor e Diretor do Curso de Administração Municipal do Serviço Nacional dos Municípios (Órgão do Ministério do Interior)
- Conselheiro do Sistema FAESP/Senar - Federação da Agricultura do Estado de São Paulo.

## Títulos e distinções
- Membro no Grau de Comendador da Ordem Stella Della Solidarietá Italiana, concedida pelo Presidente da Itália
- Professor Honorário das Faculdades de Farmácia e Odontologia da USP Campus Ribeirão Preto
- Diploma de Vulto Eminente do Movimento Municipalista Brasileiro, concedido pela Associação Brasileira dos Municípios
- Medalha Cultural e Cívica José Bonifácio de Andrada e Silva, concedida pela Secretaria da Educação do Governo do Estado
- Medalha Vital Brasil, concedida gelo Governo do Estado
- Medalha Olavo Bilac, concedida pelo Ministério do Exército
- Medalha de Mérito Municipalista, concedida pela Associação Paulista de Municípios
- Medalhão do Centenário do Nascimento de Alberto Santos Dumont, concedido pelo Ministério da Aeronáutica
- Título de Cidadão Ribeirão-pretano,
- Sócio Benemérito da União Nacional dos Auxiliares de Enfermagem
- Título de Bombeiro Honorário, concedido pelo Comando da Polícia Militar do Estado de São Paulo
- Sócio Benemérito da União dos Servidores Públicos do Estado de São Paulo
- Sócio Benemérito do Centro Social dos Cabos e Soldados da Polícia Militar do Estado de São Paulo
- Diploma de Cooperação Meritória na Execução da Lei de Serviço Militar, concedido pelo Ministério do Exército
- Cidadão Honorário do Município de Medellin (Colômbia)
- Cidadão Honorário de San Juan (Porto Rico)
- Cidadão Honorário de New Orleans (EUA)
- Cidadão Honorário de Ituverava (SP)
- Cidadão Honorário de Jardinópolis (SP)